# Elke Roos
Elke Roos (* 13. Februar 1960 in Soest) ist eine deutsche Juristin und Vorsitzende Richterin am Bundessozialgericht.

## Leben
Die promovierte Roos studierte Rechtswissenschaften an den Universitäten in Marburg und Gießen. Anschließend war sie in Marburg wissenschaftliche Mitarbeiterin am Institut für Verfahrensrecht der Philipps-Universität.
Nach dem Referendardienst war sie zunächst als Verwaltungsrätin bei der Bundesagentur für Arbeit (BA) tätig, bevor sie 1991 in die hessische Sozialgerichtsbarkeit eintrat. 2003 erfolgte die Ernennung zur Direktorin des Sozialgerichts Kassel, 2005 die Wahl zur Richterin am Bundessozialgericht. Seit 2006 war Roos Mitglied des 11a./11. Senats (Arbeitslosenversicherung, Insolvenzgeld), bis 2008 zugleich auch des 11b. Senats (Grundsicherung für Arbeitsuchende).
Ab 2011 war Roos dem 1. Senat zugewiesen (Krankenversicherung), ab 2014 zunächst stellvertretende Vorsitzende, ab 2016 Vorsitzende des 9./10. Senats, der unter anderem für das soziale Entschädigungsrecht, Familienleistungen (Elterngeld, Kindergeld nach Bundeskindergeldgesetz) und den Rechtsschutz bei überlangen Gerichtsverfahren zuständig ist. Seit 2021 ist Roos Vorsitzende des in Angelegenheiten der gesetzlichen Unfallversicherung zuständigen 2. Senats. Daneben ist sie Mitherausgeberin von/Mitautorin in diversen Kommentaren und Fachzeitschriften.

## Schriften (Auswahl)
- Elke Roos, Volker Wahrendorf, Henning Müller (Hrsg.): Sozialgerichtsgesetz. BeckOGK. 2. Auflage. Verlag C. H. Beck, München 2021, ISBN 978-3-406-65053-6.
- Elke Roos: Der Impfschadensprozess – Risiken und Nebenwirkungen. In: Zeitschrift für die sozialrechtliche Praxis. Verlag Wolters Kluwer, 2020, ISSN 1434-5668, S. 210–217.
- Elke Roos u. a.: SGB X. Sozialverwaltungsverfahren und Sozialdatenschutz, Kommentar. Bernd Schütze, Hrsg. 9., neu bearbeitete Auflage. Verlag C. H. Beck, München 2020, ISBN 978-3-406-72874-7.
- Elke Roos, Dirk Bieresborn (Hrsg.): Mutterschutzgesetz, Bundeselterngeld- und Elternzeitgesetz, Kommentar. 2. Auflage. Luchterhand Verlag, Köln 2020, ISBN 978-3-472-08969-8.
- Elke Roos: Arbeitsmarktpolitik aus richterlicher Sicht: Was bringen uns die Wissenschaften und was sind die akuten und zukünftigen Aufgaben des BSG in diesem Feld? In: Peter Masuch, Wolfgang Spellbrink, Ulrich Becker, Stephan Leibfried (Hrsg.): Grundlagen und Herausforderungen des Sozialstaats. Denkschrift 60 Jahre Bundessozialgericht. Band 2. Erich Schmidt Verlag, Berlin 2015, ISBN 978-3-503-15670-2, S. 395–406.
- Elke Roos: Reform der arbeitsmarktpolitischen Instrumente – Das Gesetz zur Verbesserung der Eingliederungschancen am Arbeitsmarkt. In: Neue Juristische Wochenschrift. Verlag C. H. Beck, 2012, ISSN 0341-1915, S. 652–656.